# Verband der Ersatzkassen
Der Verband der Ersatzkassen e. V. (vdek) mit Sitz in Berlin ist der Interessenverband für die Ersatzkassen Deutschlands auf Bundes- und Landesebene sowie ein Anbieter von Dienstleistungen. Die sechs Mitglieder des Verbands sind die Barmer Ersatzkasse, DAK-Gesundheit, Handels-, Hanseatische, Kaufmännische und Techniker Krankenkasse.

## Aufgaben
Der Verband vertritt in Deutschland auf Landes- und Bundesebene die Interessen der Mitglieder bei Verhandlungen mit Leistungserbringern und politischen Entscheidungsträgern. Der Verband betreut und berät Mitgliedskassen und ihre Pflegekassen bei der Durchführung ihrer Aufgaben und bietet rechtliche Unterstützung. Die Aufgaben und Formen der Zusammenarbeit sind in der Verbandssatzung und der Geschäftsordnung der Landesvertretungen geregelt. Die Zentrale erarbeitet mit den Mitgliedskassen auf Bundesebene strategische Konzepte sowie Rahmenempfehlungen und -vorgaben, etwa für die Budget- und Vergütungsverhandlungen mit den Krankenhäusern, Ärzten, Apotheken und Zahnärzten. Die Landesvertretungen entwickeln Konzepte, die auf das jeweilige Land zugeschnitten sind und gestalten die Versorgung vor Ort aus. Dies geschieht im Rahmen von Verhandlungen sowie durch den Abschluss von Verträgen. Darüber hinaus vertreten sie die Ersatzkassenpositionen gegenüber der Landespolitik und beteiligen sich an der Krankenhaus- und ärztlichen Versorgungsplanung. Ein Teil der Interessensvertretung ist die Repräsentanz der Ersatzkassen im Spitzenverband Bund der Krankenkassen und in Bundes- sowie Ärzteausschüssen. Hier sorgt er im Vorfeld für eine abgestimmte Meinung. Auf internationaler Ebene ist der vdek Mitglied in der AIM – Association Internationale de la Mutualité. Zudem bringt sich der Verband in das gemeinsame Büro der deutschen Sozialversicherung ein.

## Geschichte

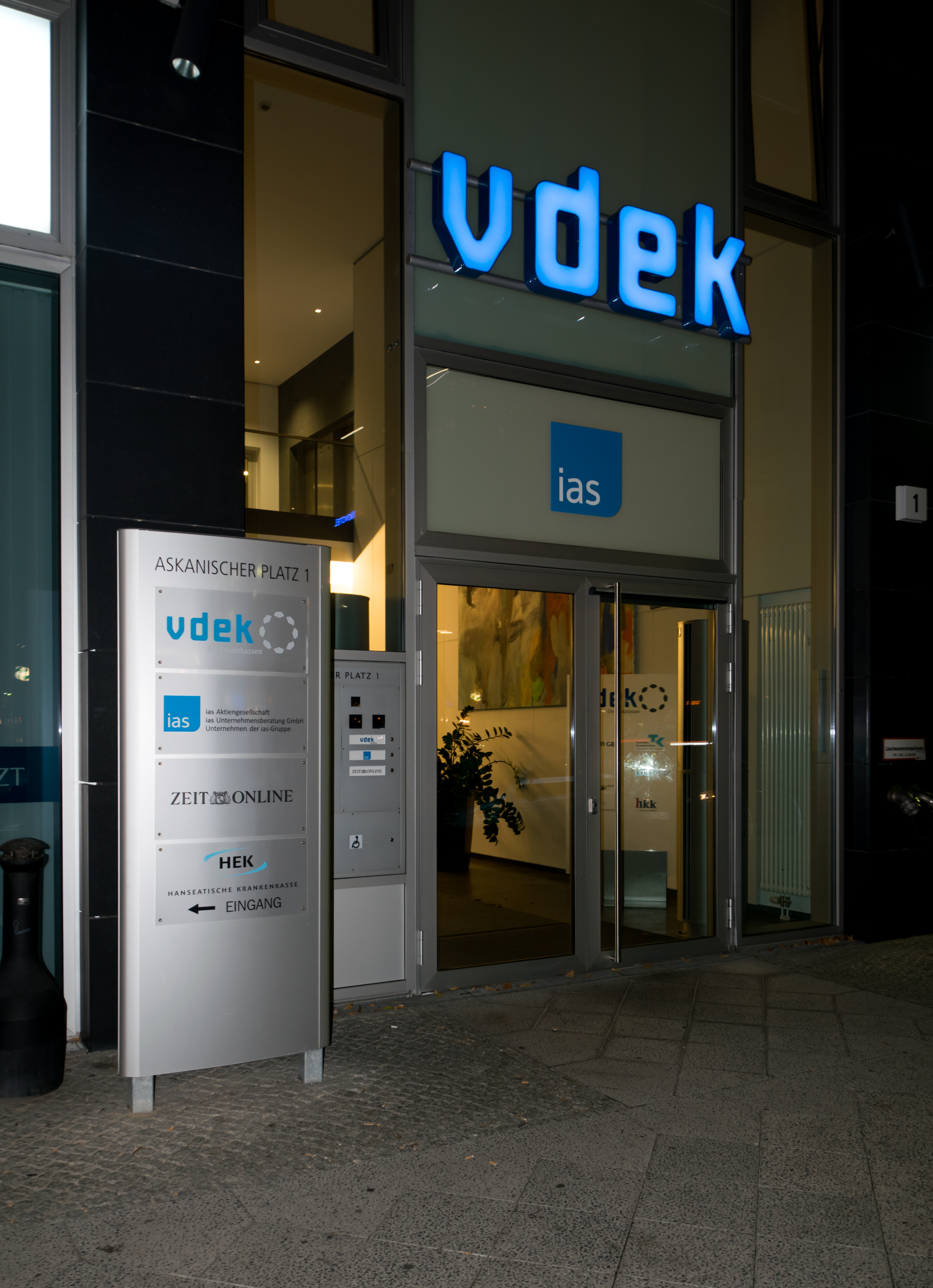
Sitz des vdek in Berlin

Am 20. Mai 1912 gründete sich in Eisenach der Verband Kaufmännischer Eingeschriebener Hilfskassen (Ersatzkassen) als Interessenverband mit Sitz in Leipzig und benannte sich am 27. Oktober 1913 um in Verband kaufmännischer Ersatzkassen. 1927 verlegte der Verband seinen Sitz nach Hamburg, 1932 nach Berlin.
Am 27. September 1933 stellte sich der Verband unter die NS-Führung des Staatsrats und Gauleiters von Danzig, Albert Forster, und benannte sich am 29. Dezember 1936 um in Verband der Angestellten-Krankenkassen e. V. (VdAK). Zu Beginn vertraten die Gründerkassen 120.000 Mitglieder deutschlandweit. Daneben entstand 1938 als Verband freier Krankenkassen der spätere Arbeiter-Ersatzkassen-Verband (AEV) als Zusammenschluss der Arbeiter-Ersatzkassen, dessen Geschäftsführung seit 1957 vom VdAK-Vorstand wahrgenommen wurde. Der VdAK verlegte seinen Sitz 1945 neuerlich nach Hamburg, 1975 nach Siegburg. Von 1980 bis 1999 war Karl Kaula Vorsitzender des Verbands der Angestellten-Krankenkassen
(VdAK).
Im Zuge der Gesundheitsreform von 2007, die die Einrichtung eines einzigen Spitzenverbands für die gesetzliche Krankenversicherung (Spitzenverband Bund der Krankenkassen) zum 1. Juni 2008 beinhaltete, gingen zuvor aufgrund gesetzlicher Zuweisung vom VdAK/AEV wahrgenommene wesentliche Funktionen auf den neuen GKV-Spitzenverband über und der VdAK/AEV verlor zum 31. Dezember 2008 seinen bis dahin geltenden Status als einer der Spitzenverbände der gesetzlichen Krankenversicherung. Zum 31. Dezember 2008 löste sich der AEV auf und das einzig verbliebene Mitglied, die Gmünder Ersatzkasse, wurde Mitglied im VdAK. Daraufhin benannte sich der VdAK zum 1. Januar 2009 in den gegenwärtigen Verband der Ersatzkassen (vdek) um.
Der Verband hat seit dem 29. Juni 2009 seinen Sitz in Berlin.

## Organisation
Es gibt 15 Landesvertretungen und die vdek-Geschäftsstelle Westfalen-Lippe in Dortmund. Insgesamt sind für diesen Verband mit Stand Mai 2017 ca. 610 Mitarbeiter tätig: rund 260 Mitarbeiter am Sitz Berlin, insgesamt etwa 320 Mitarbeiter in den Landesvertretungen und über 30 Mitarbeiter in regionalen Pflegestützpunkten.
Der Verband wird von einem hauptamtlichen Vorstand geleitet, dessen Vorsitzende seit Juli 2012 Ulrike Elsner ist.

### Mitglieder
Die sechs Mitglieder des Verbands sind die Barmer Ersatzkasse, DAK-Gesundheit, Handelskrankenkasse, Hanseatische Krankenkasse, Kaufmännische Krankenkasse und Techniker Krankenkasse. Sie bilden eine Kooperations- und Haftungsgemeinschaft. Damit können sie ihren Einfluss in den Vertrags- und Vergütungsverhandlungen mit den Leistungserbringern sowie gegenüber der Politik und Öffentlichkeit geltend machen.

### Mitgliederversammlung
Die Selbstverwaltung ist tragendes Prinzip der Gesetzlichen Krankenversicherung in Deutschland. Sie ist nicht nur Kontrollorgan für Vorstände und Verwaltungen der Krankenversicherungsträger, sondern auch Zeichen von demokratischer Mitsprache der Versicherten. Denn die Versicherten entscheiden durch ihre in die Verwaltungsräte der Kassen gewählten Vertreter über wesentliche Belange der GKV mit. Der Verband ist wie seine Mitgliedskassen nach dem Prinzip der Selbstverwaltung organisiert. Sein wichtigstes Entscheidungsgremium ist die Mitgliederversammlung, die sich aus ehrenamtlichen Vertretern zusammensetzt. Gemeinsam mit dem Gesamtvorstand bildet sie das Bindeglied zu den Ersatzkassen. Die Mitgliederversammlung des Verbandes besteht aus 27 Versichertenvertretern und neun Arbeitgebervertretern, die jeweils von den Verwaltungsräten der sechs Ersatzkassen entsendet werden. Alle sechs Jahre wählen die Versicherten bei der Sozialwahl ihre Vertreter, die somit demokratisch legitimiert sind. Legt man die Zahl der Wahlberechtigten zugrunde, sind die Sozialwahlen die drittgrößten Wahlen nach den Wahlen zum Deutschen Bundestag und zum Europäischen Parlament. Die gewählten Vertreter nehmen ihre Aufgabe als Ehrenamt wahr.

### Gesamtvorstand
Jede Mitgliedskasse entsendet seinen hauptamtlichen Vorstand sowie bis zu zwei ehrenamtliche Mitglieder in den Gesamtvorstand des vdek. Aus dem Kreis der ehrenamtlichen Mitglieder des Gesamtvorstandes werden der Verbandsvorsitzende und dessen Stellvertreter gewählt. Die Wahl erfolgt durch die Mitgliederversammlung. Die Stellvertreter des ehrenamtlichen vdek-Verbandsvorsitzenden Uwe Klemens sind Christian Zahn, Thomas Auerbach und Hansjürgen Schnurr.
Die Vergütung der vdek-Vorstandsvorsitzenden betrug 2024 257.500 Euro.  Gestellt wird ein Dienstwagen, auch zur privaten Nutzung. Es besteht eine betriebliche Versorgungszusage. Die Vergütung im GKV-Spitzenverband: 262.000 Euro (Vorstandsvorsitzende), 254.000 Euro (stellvertretender Vorsitzender) und 250.000 Euro (Vorstandsmitglied).

### Mitgliedermagazin
Der Verband gibt das alle zwei Monate erscheinende Ersatzkasse Magazin heraus. Die Verbandszeitschrift ist erstmals 1916 erschienen und trug bis 2009 den Titel Die Ersatzkasse.